# Спенсер, Джейн
Дже́йн Спе́нсер, баронесса Че́рчилль ((англ. Jane Spencer, Baroness Churchill), в девичестве Ко́нинэм (англ. Conyngham), 1 июня 1826 — 24 декабря 1900, Осборн-хаус, Ист-Каус, Остров Уайт, Англия, Великобритания) — британская аристократка, близкий друг, доверенное лицо и дама опочивальни королевы Виктории. Супруга Фрэнсиса Спенсера, 2-го барона Черчилля.

## Биография

### Семья и брак
Джейн Конинэм родилась 1 июня 1826 года. Она — старшая дочь Фрэнсиса Конинэма, 2-го маркиза Конинэма и Джейн Пэджет, дочери Генри Уильяма Пэджета. У Джейн было два младших брата и три сестры. 19 мая 1849 года она вышла замуж за Фрэнсиса Спенсера, который в 1845 году унаследовал от отца титул 2-го барона Черчилля. Первые годы службы он провел в дипломатических миссиях, позже стал командиром королевских Оксфордширских гусар. Скончался 24 ноября 1886 года. У супругов был один сын, Виктор (1864—1934), позже ставший 1-м виконтом Черчиллем.

### Дама опочивальни

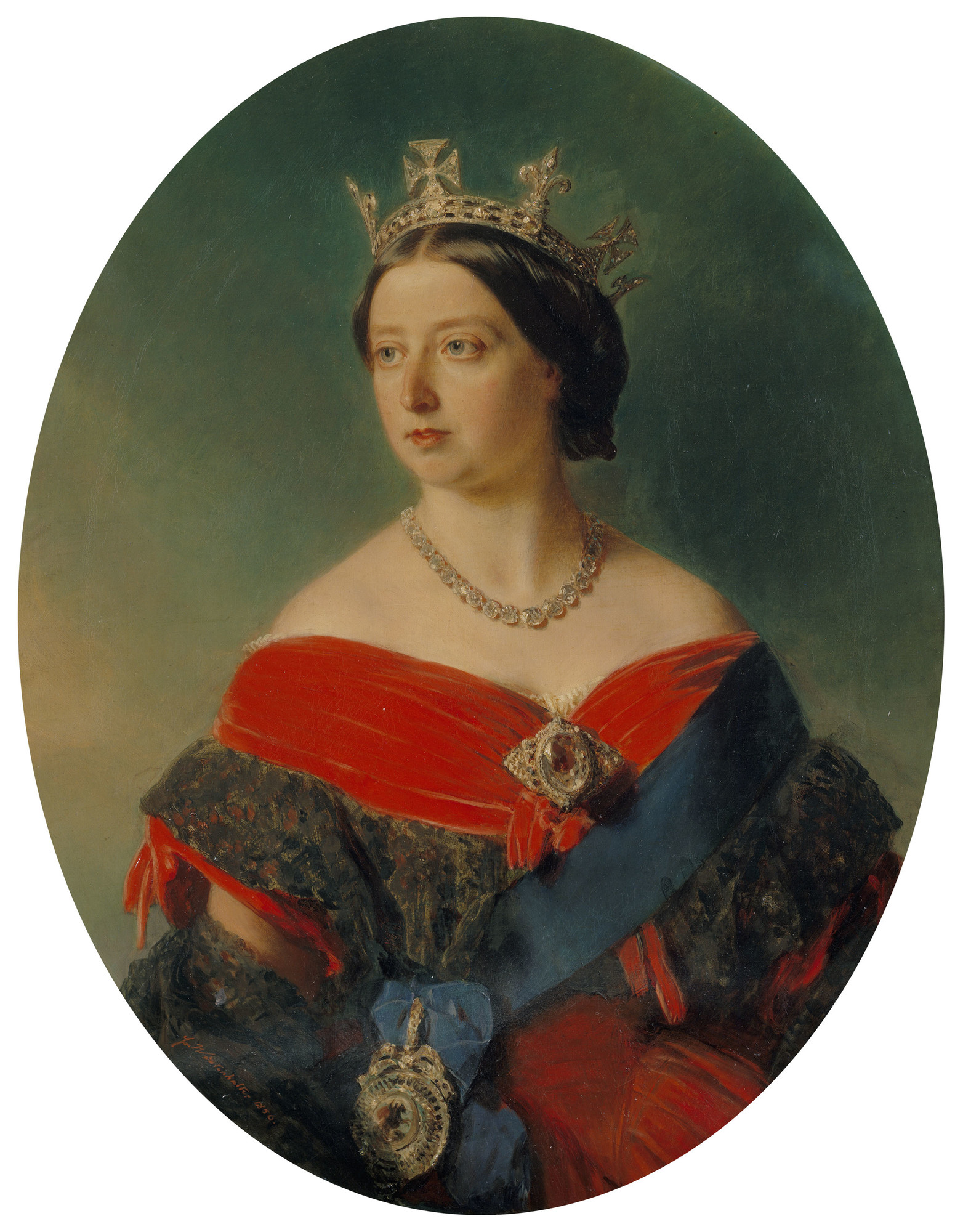
Королева Виктория в 1856 году, через два года после назначения леди Черчилль на должность

Джейн Спенсер стала доверенным лицом и близкой подругой королевы Виктории. Её отец был на службе у предшественника Виктории, короля Вильгельма IV. В 1854 году королева назначила леди Черчилль своей дамой опочивальни. В её обязанности входило сопровождать королеву на церемониях и других общественных мероприятиях. Джейн оставалась на этой должности в течение 46 лет, вплоть до своей смерти в 1900 году. Была дамой Королевского ордена Виктории и Альберта третьего класса.
Биограф Грег Кинг писал, что Джейн несомненно было самой влиятельной дамой среди всего окружения королевы. В её обязанности входило доставлять письма королевы другим членам королевской семьи. Историк К. Д. Рейнольдс писал, что Черчилль и другие доверенные дамы служили посредниками между Викторией и её родственниками, когда у них возникали разногласия. После смерти принца Альберта королева отдалилась от всего общества, включая собственную семью. Черчилль продолжала выполнять обязанности посредника, особенно между королевой и мужчинами.
В 1858 году королева Виктория предложила леди Черчилль сопровождать её старшую дочь Викторию, выходившую замуж за германского кронпринца Фридриха в Германию. Историк Хелена Раппапорт пишет, что такое предложение от королевы означает, что она испытывала к Джейн большое доверие и надёжность. Виктория пожелала, чтобы Джейн осталась с её дочерью на некоторое время в Германии, чтобы та смогла привыкнуть к новой родине и роли кронпринцессы. Преданная подруга каждый день писала королеве отчеты о жизни в Германии. Она оставалась с принцессой в течение нескольких недель. Королеве она сообщала о невыносимой жаре и описала погоду как «ужасную».
Раппапорт пишет о личности Джейн Спенсер: «Она делала свою работу искусно, с большим достоинством, чувством юмора и бдительностью». Черчилль регулярно сопровождала Викторию в её поездках в шотландский замок Балморал. Поездки часто сопровождались плохими погодными условиями, а проживала королева, её семья и слуги в холодных и сырых комнатах замка. Королева часто гуляла на свежем воздухе в сопровождении Джейн или другой фрейлины. Однажды, путешествуя по Шотландии, Виктория и Альберт остановились в городе Грантаун-на-Спей, где представились «лордом и леди Черчилль», а Джейн Черчилль была представлена как «мисс Спенсер». В Балморале она читала королеве произведения английской литературы, среди которых Гордость и предубеждение Джейн Остин и Мельница на Флоссе Джорджа Элиота. В феврале 1872 года она присутствовала с королевой в Риджентс-парке, когда они столкнулись с ирландским националистом Артуром О’Коннором. Джон Браун заметил его и не дал подойти к монарху.
В течение последних нескольких лет жизни Черчилль страдала от проблем с сердцем. Она скончалась на Рождество 1900 года от остановки сердца во сне, когда вместе с королевой находилась в Осборн-хаусе на острове Уайт. Её тело было найдено на следующий день в постели. Гроб был перевезён в Великобританию и захоронен 29 декабря 1900 года в деревне Финсток, Оксфордшир. Личный врач королевы сэр Джеймс Рид сначала не хотел сообщать королеве о смерти преданной компаньонки, боясь за её хрупкое здоровье. Когда он всё же сказал ей печальное известие, это повергло королеву в шок и она едва могла что-то сказать. В своём дневнике она написала, что это большая потеря для неё. Королева Виктория скончалась через месяц, 21 января 1901 года.
Сведений о личной жизни и взаимоотношениях между королевой и Джейн Черчилль очень мало по той причине, что последняя никогда не вела дневников.